# Beilschmiedia pseudomicropora
Beilschmiedia pseudomicropora är en lagerväxtart som först beskrevs av Purkay., och fick sitt nu gällande namn av André Joseph Guillaume Henri Kostermans. Beilschmiedia pseudomicropora ingår i släktet Beilschmiedia och familjen lagerväxter. Inga underarter finns listade i Catalogue of Life.